# Nazibugaš
Nazibugaš was een usurpator die in 1333 v.Chr. door het leger kortstondig op de troon gezet werd als koning van het Kassietenrijk Karduniaš.
Zijn voorganger Karahardaš was de zoon van Burnaburiaš II en een Assyrische prinses Muballitat-Sherua, de dochter van koning Aššur-uballiṭ I van Assyrië. Het  Kassitische leger vreesde mogelijk een te grote invloed van de Assyriërs, stootte hem na een paar maanden van de troon en maakte Nazibugaš koning. In de overgeleverde teksten wordt hij een 'zoon van niemand' genoemd. De Assyrische koning was echter allesbehalve tevreden met de gang van zaken en viel Babylonië binnen. Nazibugaš werd afgezet (en mogelijk gedood) en vervangen door Kurigalzu I, die waarschijnlijk een andere zoon van Burnaburiaš II was, hoewel er ook een bron is die stelt dat hij het zoontje van Karahardaš was en daarmee de achterkleinzoon van de Assyrische koning.